# حسام نايل
حسام فتحي نايل عبد اللطيف الشهير بـ حسام نايل (ولد في حيّ العمرانية بمحافظة الجيزة، 3 يوليو 1972) هو كاتب وناقد ومترجم مصري. يعمل مدرسًا للنقد الأدبي في أكاديمية الفنون. شارك نايل في إصدار عدة كتب بين ترجمة وتأليف، تدور حول النقد الحديث ودريدا والتفكيكية، وصدرت في مصر والبحرين، كما نشر واحدًا وعشرين مقالاً بين ترجمة وتأليف في دوريات ثقافية نقدية متخصصة.

## حياته
ولد حسام نايل في حيّ العمرانية بمحافظة الجيزة، 3 يوليو 1972. تلقى تعليمه الثانوي بمدرسة «الأورمان الثانوية النموذجية» في الدقي، ثم الجامعي بقسم اللغة العربية في كلية الآداب بجامعة القاهرة، وحصل على ماجستير (كانت رسالته في ثلاثية إدوار خراط وتناول فيها العلاقة بين الإنسى والقدسى من منظور تفكيكي) ثم دكتوراه الآداب في النقد العربي الحديث والبلاغة المعاصرة بنفس الكلية.
هو خبير دائم بلجنة الأدب في مجمع اللغة العربية بالقاهرة، وعضو اتحاد الكتاب المصري. اشترك في تحرير «ألف ـ مجلة البلاغة المقارنة»، الصادرة عن الجامعة الأمريكية بالقاهرة.
كان عضوًا بلجنة الدراسات الأدبية واللغوية بالمجلس الأعلى للثقافة، كما عمل سابقًا مديرًا تحريرًا لمجلة «فصول» الصادرة عن الهيئة المصرية العامة للكتاب بالقاهرة في عام 2012، قبل أن يستقيل. عمل في تدريس اللغة العربية الفصحى لغير الناطقين بها قبل عام 2010، ثم اتجه لممارسة الترجمة. بالإضافة إلى ذلك، عمل نايل سابقًا محررًا أدبيًا في مجلة «الفنون الشعبية» (الصادرة عن الهيئة المصرية العامة للكتاب أيضًا) في الفترة من 1995 حتى 2002.

## المؤلفات
- مدخل إلى التفكيك، لجوناثان كلر (ترجمة)، إبداع، 2008.[5]
- دروس التفكيك: الإنسان والعدمية في الأدب المعاصر، التنوير للطباعة والنشر والتوزيع، 2014.[6][7]
- النظام السياسي في مجتمعات متغيرة، لصمويل هنتجتون (ترجمة)، دار التنوير للطباعة والنشر، 2017.[8][9]
- المجتمع المفتوح وأعداؤه، لكارل بوبر (ترجمة)، دار التنوير، 2014.[10][11]
- أرشيف النص: درس في البصيرة الضالة، دار الحوار للنشر والتوزيع، اللاذقية، 2006.[12]
- مدارات عمياء: قصص قصيرة، دائرة الثقافة والإعلام، حكومة الشارقة، 2003.[13]
- التصوف والتفكيك: درس مقارن بين ابن عربي ودريدا، لأيان ألموند (ترجمة وتقديم)، المركز القومي للترجمة.
- استراتيجيات التفكيك جاك دريدا وبول دي مان مع مناقشات جوناثان كلر وميشل رايان، أزمنة للنشر، 2009.[14]
- جسد متألم: صنع العالم وتفكيكه، لإلين سكاري (ترجمة)، المركز القومي للترجمة، 2018.[15]
- ضد التفكيك، لجون إليس (ترجمة)، المركز القومي للترجمة، 2012.[16]
- المعتمد الأدبي في التفكيك هيدجر، بلانشو، دريدا، لتيموثي كلارك (ترجمة)، المركز القومي للترجمة.[17]
- البنيوية والتفكيك: مداخل نقدية، لمجموعة من الكتاب (ترجمة)، أزمنة، 2007.[18]
- في نقد مركزية العقل: ابن عربي ودريدا (مقالة)، 2012.[19]
- على مقهى الوجودية، لسارة بكويل (ترجمة)، دار التنوير.[20]
- الساحة والبرج: الشبكات والسلطة من الماسونيين الأحرار إلى فيسبوك، لنيل فيرجسون (ترجمة)، دار التنوير، 2019.[21]
- نهاية السياسة التمثيلية، سايمون تورمي (ترجمة)، المركز القومي للترجمة، 2019.[22]
- الأدب العربي والتكنولوجيا الرقمية، ألف 40، الجامعة الأمريكية بالقاهرة، 2020.[23]

## الجوائز
وصل إلى القائمة الطويلة لجائزة الشيخ زايد للكتاب في مجال الترجمة، الدورة السادسة عن ترجمته لكتاب أيان ألموند (التصوف والتفكيك: درس مقارن بين ابن عربي ودريدا)، ووصل للقائمة الطويلة مرة أخرى في الدورة الثامنة عن ترجمته كتاب جون إليس (ضد التفكيك)، ثم في 2017 عن ترجمته «النظام السياسي في مجتمعات متغيرة». بالإضافة إلى ذلك، حصل نايل على جوائز أدبية في القصة القصيرة في: الكويت (1997)، مصر (1999)، الإمارات العربية المتحدة (جائزة الشارقة، الدورة السادسة، عن المجموعة القصصية «مدارات عمياء»).
نايل هو حائز أيضًا على جائزة الدولة التشجيعية في مصر (دورة 2013)، في مجال الدراسات الإنسانية عن ترجمته كتاب جون إليس “ضد التفكيك”.
في 2019، فاز نايل بجائزة الطهطاوي للترجمة في دورتها العاشرة، عن ترجمته لكتاب صمويل هنتنغتون «النظام السياسي في مجتمعات متغيرة» عن اللغة الإنجليزية. وفي نفس السنة، فاز بجائزة اتحاد الكُتّاب في الترجمة عن ترجمته لكتاب «مداخل إلى التفكيك.. البلاغة المعاصرة».

## وصلات خارجية
- مقالاته في مجلة الكلمة